# Jean Giraudoux
Pour les articles homonymes, voir Giraudoux.
Hippolyte Jean Giraudoux, né le 29 octobre 1882 à Bellac (département de Haute-Vienne), mort le 31 janvier 1944 à Paris (7e arrondissement), est un écrivain et un diplomate français.
Brillant étudiant et soldat décoré pendant la Première guerre mondiale, il occupe des fonctions diplomatiques et administratives tout en écrivant des romans (Suzanne et le Pacifique en 1921, Siegfried et le Limousin en 1922) avant de se diriger vers le théâtre après sa rencontre avec le comédien Louis Jouvet qui mettra en scène et interprétera ses œuvres principales.
Il est aujourd'hui surtout connu pour son théâtre, qui compte des pièces célèbres comme Amphitryon 38 (1929), La guerre de Troie n'aura pas lieu (1935), Électre (1937), Ondine (1939), ou encore La Folle de Chaillot jouée en 1945 après sa mort. Jean Giraudoux a participé comme d'autres dramaturges des années 1930-1940 (Cocteau, Anouilh, Sartre, Camus par exemple) à la réécriture des mythes antiques éclairés par les mentalités modernes. Il a su allier fantaisie poétique et goût pour les images insolites, et également associer le tragique et le léger dans une langue élégante et fine, parfois même poétique comme dans Intermezzo ou Ondine.
Germanophile et diplomate de carrière, il est commissaire général à l'information en 1939-1940 et pendant l'Occupation sa situation est complexe et son rôle contrasté.
Jean Giraudoux meurt à Paris en janvier 1944, à soixante et un ans, à la suite d'une intoxication alimentaire ou, selon une autre hypothèse, d'une inflammation du pancréas.

## Biographie

### Jeunesse (1882-1919)
Hippolyte Jean Giraudoux est le fils de Léger Giraudoux, conducteur des Ponts et chaussées, et d'Anne Lacoste. Il a un frère aîné, Léon Giraudoux, né en 1880 à Bellac, mort en 1973 à Cusset (département de l'Allier). Son père est nommé un an après sa naissance à Bessines-sur-Gartempe (département de Haute-Vienne). Il quitte le corps des Ponts et chaussées en 1890 pour devenir percepteur à Pellevoisin (département de l'Indre). 
Reçu premier du canton au certificat d'études en 1892, Jean Giraudoux entre en octobre 1893 comme boursier au lycée de Châteauroux, qui porte aujourd'hui son nom (lycée Jean-Giraudoux), où il fait sa première communion en juin 1894, et est interne jusqu'à son baccalauréat en 1900.
Bachelier de philosophie, il poursuit ses brillantes études en classes préparatoires au lycée Lakanal de Sceaux pour tenter le concours littéraire de l'École normale supérieure ; il termine sa seconde année de khâgne avec le prix d'excellence et obtient le premier prix de version grecque au concours général en 1902. Reçu 13e sur 21 à l'École normale supérieure de Paris, il accomplit son service militaire au 98e régiment d'infanterie à Roanne, Clermont-Ferrand et Lyon, dont il sort en 1903 avec le grade de caporal. Entré à l'École normale supérieure de la rue d'Ulm, dans la section lettres, il est passionné par la culture allemande. Après l'obtention, avec la mention « bien », de sa licence de lettres à la Sorbonne en juillet 1904, avec un mémoire sur les Odes pindariques de Ronsard, il passe, sur les conseils de son maître Charles Andler, dans la section d'allemand en novembre.
Ayant obtenu une bourse d'études, il s'inscrit alors à l'université de Munich. Durant l'été 1905 il est le répétiteur du fils du prince de Saxe et de Paul Morand à Munich, et il rencontre Frank Wedekind. Puis il part en voyage pour la Serbie, l'Autriche-Hongrie (Trieste entre autres) et Venise en Italie. En 1906 il obtient sa maîtrise et fait durant l'été un séjour linguistique en Allemagne. Après un échec à l'agrégation d'allemand, il se rend aux États-Unis de septembre 1907 à mars 1908, avec une bourse pour l'université Harvard. En 1907-1908 il enseigne le français, donne des conférences et visite les États-Unis et le Canada. À son retour il entre à la rédaction du Matin et prépare le concours des Affaires étrangères, auquel il échoue en 1909. La même année il publie son premier livre, Provinciales, remarqué par André Gide. En juin 1910, reçu premier au concours des chancelleries, il est nommé élève vice-consul à la direction politique et commerciale du ministère des Affaires étrangères ; il assure le convoiement de la valise diplomatique à Constantinople, Moscou, puis Vienne. Par ailleurs, il fait la connaissance de Rosalia Abreu, sœur de son ami Pierre, une jeune héritière cubaine pour laquelle il éprouve une passion non partagée.
Promu attaché au bureau d'études de la presse étrangère en septembre 1912, il devient vice-consul de 3e classe en 1913. La même année il fait paraître chez Grasset L'École des indifférents et entame une liaison avec Suzanne Boland (1881-1969), mariée au commandant Paul Pineau mais séparée de son mari.
Mobilisé comme sergent au 298e régiment d'infanterie en 1914, puis nommé sous-lieutenant, il est blessé le 16 septembre dans l'Aisne (au nord-est de Vingré), lors de la contre-offensive qui suivit la victoire de la Marne, aux Dardanelles en 1915, et nommé chevalier de la Légion d'honneur. Convalescent, il entre au bureau de la propagande du ministère des Affaires étrangères grâce à Philippe Berthelot, avant de participer à une mission militaire et diplomatique à Lisbonne en août-novembre 1916. Il prend part ensuite à la « mission Harvard », qui le conduit aux États-Unis en avril-août 1917.
Ce faisant, il continue d'écrire, faisant paraître Retour d'Alsace. Août 1914, en 1916, Lectures pour une ombre, en 1917, Amica America et Simon le pathétique, en 1918.

### Maturité (1919-1940)
Après la guerre il s'éloigne de l'Allemagne. Démobilisé en 1919, il devient secrétaire d'ambassade de troisième classe et dirige le Service des œuvres françaises à l'étranger (1920) puis le service d'information et de presse au quai d'Orsay (fin octobre 1924). Au Quai d'Orsay il rejoint un de ses amis d'enfance, le diplomate Philippe Berthelot.
Suzanne Boland lui donne un fils, Jean-Pierre, le 29 décembre 1919. Ils se marieront en 1921, Suzanne ayant divorcé l'année précédente. La même année paraît Suzanne et le Pacifique, roman suivi en 1922 par Siegfried et le Limousin, qui se voit décerner le prix Balzac, et en 1924 par Juliette au pays des hommes. En 1926 il est promu officier de la Légion d'honneur.
En 1927 il se fait placer hors cadre à la disposition de la Commission d'évaluation des dommages alliés en Turquie, commission où il reste sept ans. Ce poste lui laissant beaucoup de temps libre, il en profite pour écrire un roman, Églantine, s'inspirant du financier juif Léonard Rosenthal, et ses premières pièces de théâtre. La rencontre avec Louis Jouvet en juin 1927 par l'entremise de Bernard Zimmer stimule en effet sa création théâtrale avec le succès de Siegfried (1928), adaptation théâtrale de son roman Siegfried et le Limousin, d’Amphitryon 38 (1929) et d’Intermezzo (1933), malgré l'échec de Judith (1931).
À la fin de 1931 il entame une liaison avec Anita de Madero, qui s'achève en 1936 par le départ de la jeune héritière argentine qui part se marier en Amérique du Sud.
En juin 1932 il est chargé de mission au cabinet d'Édouard Herriot, président du Conseil, qu'il accompagne lors de la conférence de Lausanne. La même année il écrit la préface de la traduction du livre de l'écrivaine germanophone d'origine messine Adrienne Thomas, Catherine Soldat.
En 1934 il est nommé inspecteur général des postes diplomatiques et consulaires. Au moment où l'horizon de l'Europe s'assombrit, il écrit la pièce La guerre de Troie n'aura pas lieu, plaidoyer désespéré en faveur de la paix, et par-delà ce contexte Giraudoux y dénonce la complicité entre l'art et la guerre. Il montre que la « nécessité » ou le « destin », souvent invoqués par les gouvernants pour imposer leur décision, constituent une dangereuse fiction. En 1936 Jean Zay lui propose la direction de la Comédie-Française, mais il la refuse. La même année il devient commandeur de la Légion d'honneur.
Le 28 avril 1939, lors d'un entretien sur Ondine, il rencontre dans un studio de la radio Isabelle Montérou (1904-1988), jeune journaliste avec laquelle il entame une liaison qui dure jusqu'en novembre 1943.
À la veille de la guerre, il publie un important essai politique, recueil d'articles et de conférences : Pleins pouvoirs (Gallimard, 1939), dans lequel, prenant modèle sur les États-Unis, il demande notamment l'adoption d'une politique d'immigration, afin, non « d’obtenir dans son intégrité, par l’épuration, un type physique primitif, mais de constituer, au besoin avec des apports étrangers, un type moral et culturel. » Sa préférence va à « une immigration scandinave éminemment souhaitable », à l'exclusion de « ces races primitives ou imperméables, dont les civilisations, par leur médiocrité ou leur caractère exclusif, ne peuvent donner que des amalgames lamentables », symbolisées selon lui par les Arabes.
Devant la montée des périls, Giraudoux s'engage en politique. Lors du remaniement ministériel du 29 juillet 1939 il est nommé par Édouard Daladier Commissaire général à l'information et prononce ses Messages du Continental contre la guerre hitlérienne. De ces fonctions, il participe à la mise en place de la censure qui est officialisée le 28 août 1939 par un décret qui rétablit le contrôle préventif sur les imprimés, dessins ou écrits de toute nature ainsi que sur les textes des émissions radios et les projections cinématographiques.
Le 21 mars 1940, lors de la formation de son gouvernement, Paul Reynaud le remplace par Ludovic-Oscar Frossard, nommé ministre de l'Information, et il devient président d'un « Conseil supérieur de l'information ».

### Seconde Guerre mondiale et mort (1940-1944)
Durant la débâcle de juin 1940 il suit le gouvernement à Bordeaux, avant de s'installer auprès de sa mère à Vichy. En janvier 1941 il part à la retraite et commence deux écrits inspirés par la défaite, qui ne paraîtront qu'après sa mort, le second étant resté inachevé : Armistice à Bordeaux 1945, et Sans Pouvoirs 1946, édités l'un et l'autre à Monaco.
Commissaire général à l'information sous Daladier, sa situation pendant l'Occupation est complexe et son rôle contrasté :
- Sa passion pour la culture allemande existe de longue date : « Tous ceux qui aiment le travail, la musique, l'étude sont exilés d'Allemagne. Nous qui aimons Dürer, Goethe, nous sommes exilés d’Allemagne[16] » ; mais il l'a délaissée depuis quelques années, à l'époque, et Ondine (1939) constitue un « adieu » à l'« âme franco-allemande[17] ».
- Dans Armistice à Bordeaux, il s’oppose, phrase par phrase, au second discours du maréchal Pétain[18], refusant l'expiation nationale[19].
- Il a refusé le poste de ministre de France à Athènes proposé par Vichy après l'armistice du 22 juin 1940 mais entretient des relations personnelles avec plusieurs membres du nouveau gouvernement[15]:128.
- Son fils Jean-Pierre a rejoint Londres dès juillet 1940 et s'est engagé dans les Forces navales françaises libres[20],[21],[22].
- D'après le témoignage de Gérard Heller, qui l'a rencontré en juillet 1941, « Giraudoux perdit vite confiance dans les bonnes intentions du maréchal Pétain » et « avait très tôt communiqué à Londres des informations sur l'activité intellectuelle clandestine en France[23] ».
- En 1942, alors qu'il loge à Paris, il affirme « l'impossibilité d'une véritable rencontre entre les deux cultures tant que durerait la guerre[23] ».
- La même année, un journaliste collaborationniste lui reproche d'avoir, dans ses fonctions de commissaire général à l'information, accepté de « seconder les juifs dans « leur » guerre[N 4] ».
- On lui propose de quitter la France. Il refuse[24], arguant de la nécessité de livrer en France une « lutte d’influence avec l’Allemagne[25] ».

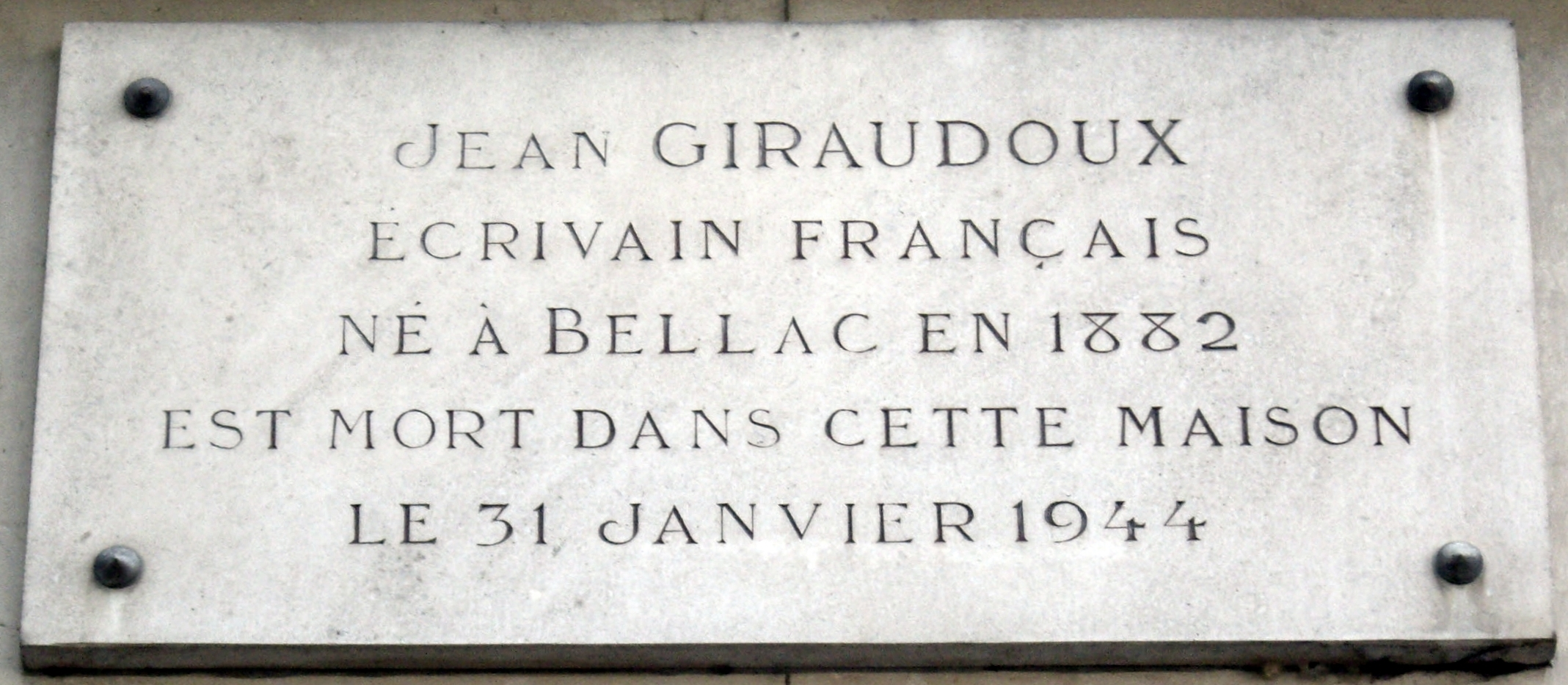
Plaque commémorative au no 89 du quai d'Orsay à Paris où mourut Jean Giraudoux

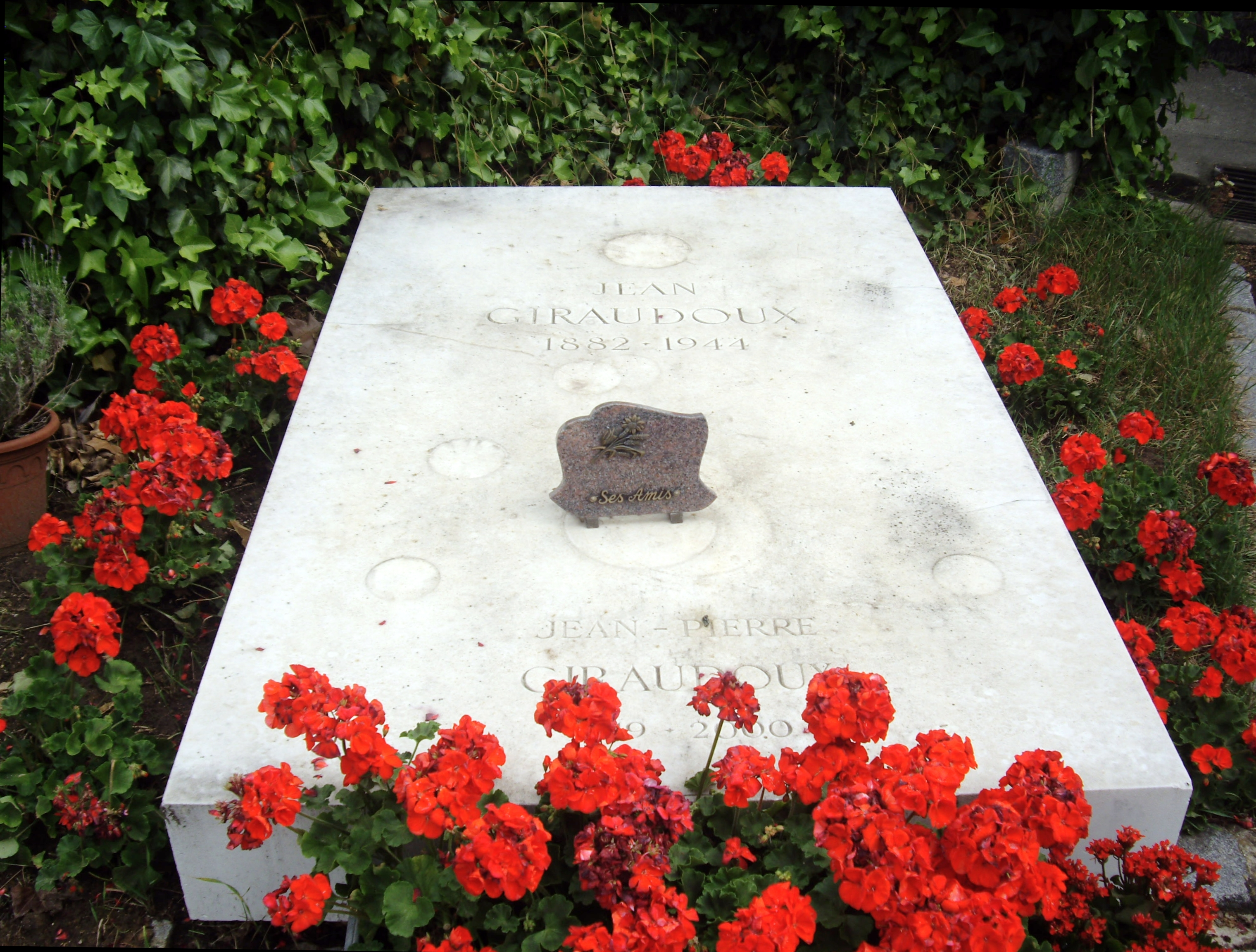
Tombe de Jean Giraudoux au cimetière de Passy.

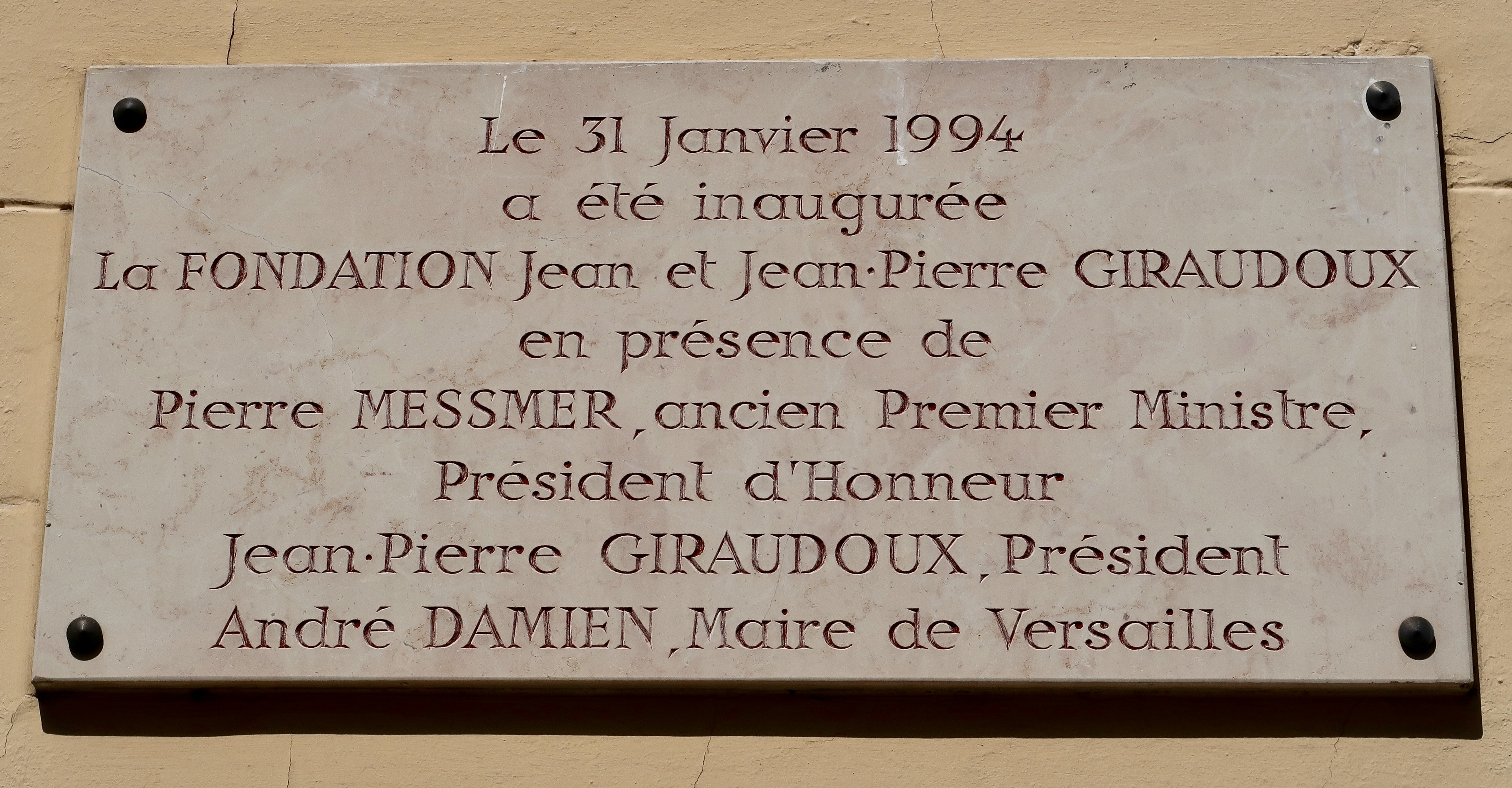
Plaque en mémoire de la fondation Jean et Jean-Pierre Giraudoux, 29 rue Henri-de-Régnier, à Versailles.

Sa participation à la lutte contre l'occupation allemande au sein de la Résistance reste encore débattue,. En décembre 1943 il aurait projeté de « participer à sa façon à la Résistance ».
Il poursuit ses travaux littéraires avec L'Apollon de Bellac, Sodome et Gomorrhe et La Folle de Chaillot et, devenu directeur littéraire chez Gaumont, participe à des adaptations cinématographiques, qu'il s'agisse de La Duchesse de Langeais de Balzac pour le film homonyme de Jacques de Baroncelli ou Les Anges du péché pour Robert Bresson.
Après la mort de sa mère en 1943, sa santé se dégrade. Jean Giraudoux meurt le 31 janvier 1944 au 89, quai d'Orsay, à l'âge de soixante et un ans, à la suite d’une crise d'urémie selon la version officielle, mais, plus probablement, d’une pancréatite. Un vibrant hommage est rendu au « grand Français » par Comœdia, journal dont le directeur fréquentait les autorités d'occupation.
Quelques jours après son inhumation, qui a lieu le 3 février 1944 dans un caveau provisoire du cimetière de Montmartre, Claude Roy fait courir le bruit, au café de Flore, qu'il a été empoisonné par la Gestapo. Louis Aragon le reprend à son compte dans Ce soir le 20 septembre 1944 : « Pourquoi ? Pas seulement parce que c’est le plus français de nos écrivains, mais certainement aussi pour son activité résistante gardée très secrète et que, pour ma part, j’avais devinée durant le dernier entretien que je devais avoir avec lui cinq jours avant sa mort ». Une biographie explorant la question lui est consacrée par Jacques Body en 2004.
Il est inhumé au cimetière de Passy à Paris, son fils souhaitant l'éloigner de la proximité de Sacha Guitry à Montmartre.

## Giraudoux antisémite et raciste?
Se fondant sur plusieurs citations tirées du chapitre « La France peuplée » de Pleins pouvoirs, voire, dans certains cas, sur des extraits de répliques d'Holopherne dans Judith, plusieurs auteurs considèrent que Giraudoux était antisémite,,,,,,,,, et raciste,,. Spécialiste de Sartre, Jean-François Louette juge ainsi que Giraudoux « évoque maints problèmes » dans Pleins pouvoirs, mais que « l'essentiel aujourd'hui semble le chapitre intitulé La France peuplée », dont il stigmatise la « violence raciste ». Pour Jean-Claude Milner, « le Giraudoux raciste et le Giraudoux républicain ne parviennent pas à se détacher ». Daniel Salvatore Schiffer juge, quant à lui, que dans Pleins pouvoirs Giraudoux est « non loin [...] de l'antisémitisme de Fichte ou Hegel ». Aux yeux de Claude Liauzu, Giraudoux a donné des connotations positives au mot « raciste », dans le cadre d'une banalisation du racisme dans les années trente. Selon Pierre Vidal-Naquet, de même, le racisme de Giraudoux est en 1939 prodigieusement banal.
Pour André Job, « l'antisémitisme, c'est d'abord, à n'en pas douter, une façon de ne pas résister au plaisir d'un « bon mot », si malveillant soit-il », usage auquel il est arrivé à Giraudoux de sacrifier, « sans que les exemples soient en assez grand nombre pour qu'on puisse les juger vraiment significatifs ».
Alain Duneau parle de « défaillances », considérant que « deux pages de Pleins pouvoirs lui ont été à juste titre reprochées, mais sans lucidité particulière, par des professeurs de vertu qui ne s'interrogent peut-être pas assez sur eux-mêmes ou sur les illusions rassurantes mais criminelles dont d'autres se sont bercés ». À ses yeux, « ces deux pages trop connues pourraient bien être le fruit de l'appréhension d'un retour de la guerre », et il signale que « tout mot « raciste » a disparu chez lui dès que la guerre — réelle — a été déclarée ». Toujours selon lui, la répulsion de Giraudoux à l'égard de toute forme de laideur, « sans doute ressentie comme une forme du mal », peut également « expliquer en partie certaines de ses faiblesses […] qui lui [ont] été abondamment reprochée[s] (accusations injustifiées de racisme) ».
Pour son biographe Jacques Body, « Giraudoux antisémite, Giraudoux vichyste, c’est devenu l’antienne des ignorants. » Selon lui, de Pleins pouvoirs, « son plaidoyer pour une politique d’immigration et pour le droit d’asile », on a fait, « cinquante ans plus tard, un bréviaire xénophobe et raciste, à coup de citations tronquées ». Il considère que chez Giraudoux « l'appartenance à une patrie marque un homme, mais par la culture, non par des contraintes naturelles ou sociologiques. Giraudoux croit à la patrie, pas à la race ».
Pierre Charreton, de son côté, relève que, si Giraudoux défend l'avènement d'une « politique raciale » et d'un « ministère de la race », pour lui, le terme de « race », « aujourd'hui empoisonné, voire tabou », mais « employé sans précaution jusqu'au milieu du siècle, parfois certes dans un sens proprement raciste, mais aussi dans une acception proche du terme "peuple" », renvoie à un « habitus », un ensemble de valeurs et de comportements partagés sur un territoire, et non à une référence ethnique. Giraudoux, rappelle-t-il, défend l'idée que « la race française est une race composée. […] Il n'y a pas que le Français qui naît. Il y a le Français qu'on fait. » Le but d'une « politique raciale », selon lui, n'est pas de retrouver un « type physique primitif », mais de « constituer, au besoin avec des apports étrangers, un type moral et culturel ». De même, il relève que l'auteur éprouve un « choc désagréable » en découvrant sur une pancarte ou une affiche l'inscription : « La France aux Français », jugeant que cette phrase, au lieu de « l'enrichir le dépossède, ».

## Citations
Sur le style de Giraudoux :

« Je n’ai pas rencontré souvent Jean Giraudoux, deux ou trois fois peut-être. Ce jeune visage sérieux d’étudiant, cette façon de s’exprimer, brillante et souriante, m’ont enchanté comme ses livres, ou ses pièces. Je découvris qu’il parlait comme il écrivait, de façon moins ornée, sans doute, mais profondément identique, c’est-à-dire que sa manière d’écrire lui était parfaitement naturelle. Aucun être sans doute ne m’a paru avoir une conversation plus aisée et plus magique, avec ses phrases légères, son français pur, ses images nécessaires. »

— Robert Brasillach (1941), Notre avant-guerre

## Œuvres

### Romans et nouvelles
- Provinciales, 1909.
- L'École des indifférents (comprenant Jacques, l'égoïste ; Don Manuel, le paresseux ; Bernard, le faible Bernard), 1911.
- Lectures pour une ombre, 1917.
- Simon le Pathétique, 1918.
- Amica America, 1918.
- L'Adieu à la guerre, 1919, Grasset
- Elpénor, 1919.
- Adorable Clio, 1920.
- Suzanne et le Pacifique, 1921.
- Siegfried et le Limousin, 1922 qui lui apporta le succès. éditions Grasset
- Juliette au pays des hommes, 1924.
- Hélène et Touglas ou les joies de Paris, 1925, Au Sans Pareil
- Bella, 1926.
- Églantine, 1927.
- Aventures de Jérôme Bardini, 1930.
- La France sentimentale, 1932.
- Combat avec l'ange, 1934.
- Choix des élues, 1939.
- La Menteuse, publié à titre posthume en 1958.

### Œuvres diverses
- Le Sport, Hachette, coll. Notes et maximes, 1928.
- Les Cinq Tentations de La Fontaine, 1938.
- Pleins pouvoirs (essai), 1939.
- Littérature (essai), 1941.
- Hommage à Marivaux, 1943.
- Armistice à Bordeaux sur Gallica 1945 ; Armistice à Bordeaux, Éditions du Rocher, 1945  (Wikisource).
- Sans pouvoirs, 1946.
- Visitations, 1947.
- Pour une politique urbaine, 1947.
- De pleins pouvoirs à sans pouvoirs, 1950.
- Les Contes d'un matin (1952).
- Or dans la nuit (1969).

### Théâtre
- Siegfried, 1928.
- Amphitryon 38, 1929.
- Judith, 1931.
- Intermezzo, 1933.
- Tessa, la nymphe au cœur fidèle adaptation Jean Giraudoux d'après Basil Dean et Margaret Kennedy, 1934.
- La guerre de Troie n'aura pas lieu, 1935.
- Supplément au voyage de Cook, 1935.
- L'Impromptu de Paris, 1937.
- Électre, 1937.
- Cantique des cantiques, 1938.
- Ondine, 1939.
- L'Apollon de Bellac, 1942.
- Sodome et Gomorrhe, 1943.
- La Folle de Chaillot, 1945.
- Pour Lucrèce, 1953.
- Les Gracques, pièce inachevée publiée en 1958
- Les Siamoises, pièce ébauchée publiée en 1982

### Cinéma
Scénariste
- 1942 : La Duchesse de Langeais, de Jacques de Baroncelli d'après Honoré de Balzac (adaptation et dialogue). Publié en ouvrage bibliophilique avec frontispice et hors-texte de Jean-Francis Laglenne, Grasset, 1942.
- 1943 : Les Anges du péché de Robert Bresson (scénario, avec Robert Bresson et Raymond Léopold Bruckberger, et dialogue). Publication: Le film de Béthanie, Gallimard, 1944.

## Hommages
- Il existe une rue Jean-Giraudoux à Paris et une avenue Jean-Giraudoux au Palais-sur-Vienne, à Saint-Amand-Montrond et à Perpignan.
- Une place et un quartier de Créteil sont nommés Jean-Giraudoux, ainsi qu'un petit square au centre de Limoges.
- Un lycée de Bellac, sa ville natale, porte son nom, ainsi qu'un lycée de Châteauroux.
- La médiathèque Jean-Giraudoux de Bellac conserve les papiers de l'écrivain[58].
- Sa maison natale a reçu le label de maison des illustres[59].

## Distinctions
- Commandeur de la Légion d'honneur (13 janvier 1926)[60]
- Croix de guerre 1914-1918 (3 citations)

#### Monographies
- Denise Bourdet, Jean Giraudoux, dans: Pris sur le vif, Paris, Plon, 1957.
- Aurel David, Vie et mort de Jean Giraudoux, Paris, Flammarion, 1967, 235 p.
- Étienne Brunet, Le Vocabulaire de Jean Giraudoux, structure et évolution : Statistique et informatique appliquées à l’étude des textes à partir du Trésor de la langue française, Genève, éditions Slatkine, 1978, 688 p., (ouvrage issu d’une thèse de doctorat d’État soutenue à Nice le 6 janvier 1976, ouvrage distingué par le CNRS qui a accordé à l'auteur la médaille de bronze de l’année 1976 au titre de la 36e section, Études linguistiques et littéraires françaises).
- Chris Marker, Giraudoux, Paris, Éditions du Seuil, collection écrivains de toujours, n° 8, 1978.
- Jacques Body, Jean Giraudoux : la légende et le secret, Paris, Presses universitaires de France, coll. « Écrivains », novembre 1986, 174 p. (ISBN 978-2-13-039478-5, BNF 34901495)
- Philippe Dufay, Jean Giraudoux : biographie, Paris, Julliard, 8 octobre 1993, 532 p. (ISBN 978-2-260-00064-8, BNF 35601345)
- Natacha Michel, Giraudoux : le roman essentiel, Paris, Hachette littératures, coll. « Coup double », 6 juillet 1998, 215 p. (ISBN 978-2-01-235214-8, BNF 36199326)
- Jacques Body, Jean Giraudoux, Paris, Gallimard, 29 avril 2004, 950 p. (ISBN 978-2-07-076142-5, BNF 39171811)
- Guy Teissier et Mauricette Berne, Les Multiples Vies de Jean Giraudoux, Paris, Grasset, 10 novembre 2010, 490 p. (ISBN 978-2-246-61271-1, BNF 42325485)

#### Articles
- Jean Jolly (dir.), Dictionnaire des parlementaires français. Notices biographiques de ministres, sénateurs et députés de 1889 à 1940, de Giraud, Joseph Irénée à Guyot de Villeneuve, Jean Pierre, Paris, PUF, 1960, p. 1840-1841
- La guerre de Troie n'aura pas lieu[61] : extraits / Jean Giraudoux ; avec une notice sur l'auteur (vie, production, personnalité), une étude générale de son œuvre et de son théàtre, une présentation de la pièce et son analyse méthodique avec questions et notes, une étude de la pièce et des jugements critiques par Henri Baudin / Paris : Bordas , 1970
- La Métamorphose du comique et le renouvellement littéraire du théâtre français de Jarry à Giraudoux (1896-1944) / Henri Baudin / Lille : A.N.R.T., université de Lille III , 1974[62]
- Georges May, « Jean Giraudoux et les États-Unis », The French Review, vol. XLIX, no 6, mai 1976
- La guerre de Troie n'aura pas lieu : extraits / Jean Giraudoux; avec une notice sur l'auteur (vie, production, personnalité), une étude générale de son œuvre et de son théâtre, une présentation de la pièce et son analyse méthodique avec questions et notes, une étude de la pièce et des jugements critiques par Henri Baudin / Paris : Bordas , 1995[63]
- David Radavich, Insurrection et désir dans « La Folle de Chaillot », Les Cahiers Jean Giraudoux 25 (1997), 119-30
- Europe, revue littéraire mensuelle, no 841, mai 1999 (Sommaire)
- Christian Allègre, « Giraudoux », dans Jean-Claude Polet (dir.), Auteurs européens du premier XXe siècle : Cérémonial pour la mort du sphinx, 1940-1958, t. 2, Bruxelles, De Boeck Université, 2003, 906 p., 25 cm (ISBN 978-2-80413-580-5, OCLC 444048807, lire en ligne), p. 285-298.

### Notices
- Notices d'autorité :   - VIAF
  - ISNI
  - BnF (données)
  - IdRef
  - LCCN
  - GND
  - Italie
  - Japon
  - Espagne
  - Belgique
  - Pays-Bas
  - Pologne
  - Israël
  - NUKAT
  - Catalogne
  - Suède
  - Vatican
  - Australie
- Notices dans des dictionnaires ou encyclopédies généralistes :   - Britannica
  - Brockhaus
  - Den Store Danske Encyklopædi
  - Deutsche Biographie
  - Enciclopedia italiana
  - Enciclopédia Itaú Cultural
  - Gran Enciclopèdia Catalana
  - Hrvatska Enciklopedija
  - Internetowa encyklopedia PWN
  - Larousse
  - Nationalencyklopedin
  - Munzinger
  - Nouveau dictionnaire de biographie alsacienne
  - Proleksis enciklopedija
  - Store norske leksikon
  - Treccani
  - Universalis
  - Visuotinė lietuvių enciklopedija
- Ressources relatives à la musique :   - International Music Score Library Project
  - Carnegie Hall
  - Discogs
  - MusicBrainz
  - Répertoire international des sources musicales
- Ressources relatives au spectacle :   - Archives suisses des arts de la scène
  - Les Archives du spectacle
  - Internet Broadway Database
  - Internet Off-Broadway Database
- Ressources relatives aux beaux-arts :   - AGORHA
  - MutualArt
  - National Gallery of Art
  - Union List of Artist Names
- Ressources relatives à l'audiovisuel :   - AllMovie
  - Allociné
  - Filmportal
  - IMDb
- Ressources relatives à la littérature :   - Académie française (lauréats)
  - Internet Speculative Fiction Database
- Ressources relatives à la vie publique :   - base Léonore
  - Documents diplomatiques suisses 1848-1975
- Ressource relative à plusieurs domaines :   - Radio France
- Ressource relative à la recherche :   - Isidore
- Ressource relative au sport :   - Olympedia